# Villa Tulumba
Villa Tulumba är en kommunhuvudort i Argentina.   Den ligger i provinsen Córdoba, i den centrala delen av landet, 700 km nordväst om huvudstaden Buenos Aires. Villa Tulumba ligger 702 meter över havet och antalet invånare är 1 161.
Terrängen runt Villa Tulumba är platt åt sydost, men åt nordväst är den kuperad. Trakten runt Villa Tulumba är nära nog obefolkad, med mindre än två invånare per kvadratkilometer.. Närmaste större samhälle är San José de la Dormida, 17,2 km öster om Villa Tulumba.
Trakten runt Villa Tulumba består i huvudsak av gräsmarker.